# Lars Karlsson (tonsättare)
Lars Olof Karlsson, född 24 januari 1953 i Jomala, är en finländsk tonsättare. 
Karlsson har studerat vid Sibelius-Akademin för Einar Englund, Paavo Heininen och Einojuhani Rautavaara (diplom i komposition 1983) samt i Berlin för Witold Szalonek. År 1983 blev han lärare i musikteori och musikhistoria vid Sibelius-Akademin. Karlsson, vars musik har senromantiska och expressionistiska drag, utmärks av intensiva melodilinjer. Produktionen omfattar kammarmusik, orgel- och körmusik, en violinkonsert, två symfonier (1999, 2003) och oratoriet Ludus latrunculorum (Valdemar Nyman, 1994–1996). Operan Rödhamn (Lars Huldén) med motiv från den åländska skärgården uppfördes 2002 av Nationaloperan i Helsingfors och på Åland.